# カストレンセ円形闘技場
カストレンセ円形闘技場（ラテン語: Amphitheatrum Castrense）は、イタリア ローマの古代ローマ時代の円形闘技場。紀元3世紀の前半（おそらくヘリオガバルス帝治世下）に、セウェルス朝の皇帝のヴィッラ内の施設の一つとして建てられた。ローマ市内では、フラウィウス円形闘技場（コロッセオ）に次いで2番目に古い円形闘技場である。外壁の一部は、3世紀末のアウレリアヌス城壁の建設時に壁本体に組み込まれ、建物周囲の一部はその時に掘り下げられている。16世紀中葉には、残存していた2階以上の部分が取り壊された。
建物は88m×75.8mの楕円形で、石ではなく主にレンガで造られている。ただし、装飾がなされている一部分はトラバーチンが使われている。建設当時は（観客席の壁の部分は）3階建てであったが、現存するのは1階の部分のみである。
北東側に建つのはサンタ・クローチェ・イン・ジェルサレンメ聖堂で、円形闘技場の遺構は同聖堂の所有となっており、現在内側は菜園として利用されている。生産物はアウレリアヌス城壁内側の開口部を利用した売店で販売される。

## アクセス
- 近郊鉄道 ローマ＝ジャルディネッティ線 マッジョーレ門停留所より南へ約500m
- ATAC トラム 3系統 サンタ・クローチェ・イン・ジェルサレンメ広場停留所より南へ約100m
- ローマ地下鉄A線 サン・ジョヴァンニ駅 の東北東約500m